# لويس تشافيز
لويس تشافيز (بالإسبانية: Luis Chávez) هو لاعب كرة قدم مكسيكي، ولد في 15 يناير 1996 في Cihuatlán ‏ في المكسيك. لعب مع نادي تيخوانا.

## وصلات خارجية
- لويس تشافيز على موقع قاعدة بيانات كرة القدم.إي يو (الإنجليزية)
- لويس تشافيز على موقع ناشيونال فوتبول تيمز (الإنجليزية)
- لويس تشافيز على موقع Soccerway.com (الإنجليزية)
- لويس تشافيز على موقع عالم كرة القدم.نت (الإنجليزية)
- لويس تشافيز على موقع AS.com (الإسبانية)